# Francisco José Rodríguez Gaitán
Francisco José Rodríguez Gaitán (Almuñécar, 1995. május 22. –) spanyol korosztályos válogatott labdarúgó, aki jelenleg az UD Almería játékosa.

## Statisztika
2017. december 15-i állapot szerint.
| Klub                 | Szezon           | Bajnokság | Bajnokság | Kupa    | Kupa  | Nemzetközi | Nemzetközi | Egyéb   | Egyéb | Összesen | Összesen |
| Klub                 | Szezon           | Meccsek   | Gólok     | Meccsek | Gólok | Meccsek    | Gólok      | Meccsek | Gólok | Meccsek  | Gólok    |
| -------------------- | ---------------- | --------- | --------- | ------- | ----- | ---------- | ---------- | ------- | ----- | -------- | -------- |
| Real Madrid          | 2011–12          | 0         | 0         | 0       | 0     | 0          | 0          | 0       | 0     | 0        | 0        |
| Real Madrid          | Összesen         | 0         | 0         | 0       | 0     | 0          | 0          | 0       | 0     | 0        | 0        |
| Real Madrid Castilla | 2014–15          | 8         | 0         | 0       | 0     | —          | —          | —       | —     | 8        | 0        |
| Real Madrid Castilla | 2015–16          | 19        | 3         | 0       | 0     | —          | —          | 2       | 0     | 19       | 3        |
| Real Madrid Castilla | Összesen         | 27        | 3         | 0       | 0     | 0          | 0          | 2       | 0     | 29       | 3        |
| Real Zaragoza        | 2016–17          | 20        | 0         | 1       | 0     | —          | —          | —       | —     | 21       | 0        |
| Real Zaragoza        | Összesen         | 20        | 0         | 1       | 0     | 0          | 0          | 0       | 0     | 21       | 0        |
| Real Zaragoza        | 2017–18          | 14        | 2         | 1       | 0     | —          | —          | —       | —     | 15       | 2        |
| Real Zaragoza        | Összesen         | 14        | 2         | 1       | 0     | 0          | 0          | 0       | 0     | 15       | 2        |
| Karrier összesen     | Karrier összesen | 61        | 5         | 2       | 0     | 0          | 0          | 2       | 0     | 65       | 5        |

## Sikerei, díjai
- Real Madrid Castilla
  - Segunda División B: 2015–16